# Stellmoor und Weichel
Stellmoor und Weichel ist ein Naturschutzgebiet in der niedersächsischen Stadt Rotenburg (Wümme) im Landkreis Rotenburg (Wümme).

## Allgemeines
Das Naturschutz mit dem Kennzeichen NSG WE 321 ist rund 218 Hektar groß. Es ist nahezu deckungsgleich mit dem gleichnamigen FFH-Gebiet. Das Gebiet steht seit dem 1. März 2018 unter Naturschutz. Das 1938 ausgewiesene, bisherige Landschaftsschutzgebiet „Stellmoor“ ist in dem Naturschutzgebiet aufgegangen. Zuständige untere Naturschutzbehörde ist der Landkreis Rotenburg (Wümme).

## Beschreibung
Das Naturschutzgebiet liegt nördlich von Rotenburg (Wümme). Es stellt ein Waldgebiet auf einem flachen Geestrücken und ein an dessen Rand liegenden Moorkomplex unter Schutz. Das Waldgebiet wird in erster Linie von einem Laubwald aus Eiche und Buche geprägt. Stellenweise sind Nadelwaldgesellschaften aus Kiefer, Lärche und Fichte eingestreut. Ein 31,6 Hektar großer Teil des Waldes ist seit 1986 als Naturwaldreservat ausgewiesen und wird seiner natürlichen Entwicklung überlassen. Eine einzelne, zwischen Weichel und Eichhoop stockende Eiche ist als Naturdenkmal ausgewiesen.
Das im Westen des Naturschutzgebietes in einer Senke liegende Stellmoor wird von Kiefern-Bruchwald mit Pfeifengras geprägt. Stellenweise sind Torfmoos-Schwingrasen zu finden. Innerhalb der Senke befindet sich ein Stauteich, der zum Luhner Moorgraben entwässert. Der Teich ist von dichtem Weidengebüsch umgeben. Durch einen Damm ist er von einem weiteren Stillgewässer getrennt, das stark verlandet und von umliegenden Sümpfen mit Röhricht und Feuchtgebüschen umgeben ist. Auf entwässerten Standorten im Übergang zum Luhner Holz stocken Kiefer- und Birkenwald mit Gagel im Unterwuchs.
In den Randbereichen des Naturschutzgebietes sind vereinzelt kleine Grünlandflächen in das Schutzgebiet einbezogen. Sie werden extensiv als Mähwiese genutzt.
Das Naturschutzgebiet grenzt im Norden an den Grenzkanal Rotenburg-Westerholz sowie im Südosten an den Everinghausen-Scheeßeler Kanal. Im Osten grenzt es an eine Kreisstraße und einen Wirtschaftsweg. Nach Süden und Westen schließen sich weitere Wälder, im Bereich des Luher Moorgrabens Grünlandflächen an das Naturschutzgebiet an. Das Gebiet entwässert über Gräben in Richtung Wümme.